# Duvalia velutina
Duvalia velutina är en oleanderväxtart som beskrevs av John Jacob Lavranos. Duvalia velutina ingår i släktet Duvalia och familjen oleanderväxter. Inga underarter finns listade i Catalogue of Life.